# Michel Gugenheim
Pour les articles homonymes, voir Gugenheim.
Michel Gugenheim, né en 1950 à Paris, est un rabbin français. Rabbin de la synagogue Michkenot Israël depuis 1980 et directeur du Séminaire israélite de France (SIF) de 1992 à 2012, il est élu grand-rabbin de Paris, le 28 mars 2012. Le 11 avril 2013, il est désigné avec le rabbin Olivier Kaufmann, son successeur au SIF, pour assurer l'intérim du grand-rabbin de France, à la suite de la démission forcée de Gilles Bernheim et dans l'attente d'une nouvelle élection, fixée au 22 juin 2014, remportée par Haïm Korsia.

## Biographie
Michel Gugenheim, né en 1950, à Paris, est un des six enfants du grand-rabbin Ernest Gugenheim et de Claude-Annie Dalsace (décédée le 20 juin 2014 en Israël), pédagogue, directrice de la revue pédagogique juive HaMoré,,. Il descend d'une longue lignée de rabbins depuis Samuel Sanvil Weil, rabbin de Haute-Alsace de 1711 à 1754, incluant son grand-père, le grand rabbin Max Gugenheim et son arrière-grand-père, le grand-rabbin Isaac Gugenheim. Il grandit rue Vauquelin, dans le 5e arrondissement de Paris au Séminaire israélite de France, où son père enseigne et où la famille réside. Ce dernier est directeur du SIF en 1977, Mais il est alors atteint d'une tumeur du cerveau, dont il ne se remet pas.
Michel Gugenheim étudie à l'École Yabné où son père enseigne. Après l’obtention de son baccalauréat, il entreprend des études talmudiques dans des yechivot israéliennes. Il étudie à la yechiva de Beer Yaakov et à celle de Brisk, et s’attache à de prestigieux rabbins, entre autres le rabbin Shlomo Wolbe, le rabbin Moshe Shmuel Shapiro et le rabbin Yitzchok Hutner.
En 1977, il revient à Paris pour donner les cours de Talmud au SIF que son père malade ne peut plus assurer. Après le décès de celui-ci, en mars 1977, il y poursuit son enseignement et passe les examens de sortie par dérogation sans avoir suivi les études du Séminaire Israélite de France. Il entreprend également des études universitaires, spécialisant ses recherches sur la Halakha et la bioéthique.
Depuis les années 1980, il est rabbin de la synagogue Michkenot Israël, dans le 19e arrondissement parisien. Il devient directeur du SIF en 1992, poste qu'il occupe jusqu'à son élection comme Grand-rabbin de Paris, en 2012.
Michel Gugenheim est membre consultant au Comité consultatif national d'éthique de 2002 à 2006 et a été fait chevalier de la Légion d'honneur.
Il publie en 2009 Et tu marcheras dans ses voies, un ouvrage sur l'éthique juive.
Le 28 mars 2012, il est élu grand-rabbin de Paris. Il est réélu le 8 avril 2019 pour 7 ans de plus.
Pour lui succéder au SIF, Gilles Bernheim, grand-rabbin de France, et Joël Mergui, président du Consistoire nomment le rabbin Olivier Kaufmann, le 15 janvier 2013.
Du 11 avril 2013 au 22 juin 2014, il assure avec le rabbin Olivier Kaufmann l'intérim du grand-rabbin de France, à la suite de la démission forcée de Gilles Bernheim.
Le 29 janvier 2014, il s'indigne des défilés avec des banderoles antisémites à Paris, en concluant « c'est un tabou qui tombe ».

## La bioéthique
Il participe aux débats en 2005 sur la loi de bioéthique, dite Loi Leonetti.
Sur l'euthanasie, il souligne que « La Torah compte 365 interdits dont 362 peuvent être l’objet de transgressions quand les circonstances et le respect de la vie l’exigent. L’interdit de tuer, étendu aux atteintes indirectes à la vie ne souffre pas d’exception, sauf le fait justificatif de la légitime défense. La souffrance ne constitue pas une exception. » Cependant il refuse l’acharnement thérapeutique : « le refus de l’acharnement thérapeutique, en lui-même excusable. Si la vie peut être prolongée, elle ne doit pas l’être au prix d’une obstination déraisonnable ».
Il approuve la recherche sur les embryons surnuméraires,
Il approuve les procédés de procréation médicalement assistée : « La maîtrise de la procréation de l'homme ne va pas à l'encontre de la foi, car toutes les techniques de procréation existant aujourd'hui utilisent la nature,. »

## Élu grand-rabbin de Paris
Le 28 mars 2012 ont lieu les élections pour le grand-rabbinat de Paris. Michel Gugenheim est élu au troisième tour.
Il bénéficie du soutien de Joël Mergui.
Au premier tour Michel Gugenheim reçoit 24 voix, le rabbin Chalom Lellouche 9 voix, le rabbin Alain Sénior 5 voix et le rabbin Raphaël Banon 4 voix.
Le rabbin Banon se retire.
Au deuxième tour Michel Gugenheim ne gagne qu'une voix pour un total de 25, Chalom Lellouche ne progresse pas avec 9 voix et le rabbin Sénior reçoit 3 voix de plus avec 8 voix.
Au troisième tour, Michel Gugenheim reçoit les 8 voix de Sénior et Lellouche ne progresse pas avec toujours 9 voix.
Gugenheim est élu avec 33 voix sur 42 voix, avec 78,57% des voix contre 21,42% pour Lellouche.
Michel Gugenheim élu pour 7 ans déclare ne pas briguer un second mandat.
Il est réélu le 8 avril 2019 pour 7 ans de plus.

## L'affaire Gilles Bernheim et ses conséquences
Ni Michel Gugenheim, ni Joël Mergui, président du Consistoire central, ne soutiennent Gilles Bernheim dans l'affaire qui mène à sa démission forcée.

## L'égalité homme-femme dans le judaïsme
Les rapports en Homme et Femme dans le judaïsme sont sujets de débats entre les différentes mouvances du judaïsme français contemporain.
Le prédécesseur de Michel Gugenheim, Gilles Bernheim et sa femme Joëlle Bernheim, très impliquée dans l'égalité entre hommes et femmes, veulent s'attaquer à ce problème. Il est pour cela vivement contesté par la partie ultra conservatrice du judaïsme.
L'équipe de direction actuelle, principalement Michel Gugenheim qui cumule trois postes importants, est considérée comme plus conservatrice voire « réactionnaire » que ses prédécesseurs. Cette nouvelle direction n'a pas renouvelé « la journée des agounot » instaurée en 2012 par Gilles Bernheim.
Dans les années 2000, le Conseil des rabbins européens invite les rabbinats européens à adopter un accord prénuptial standardisé ainsi que leur enjoignant de refuser tout service religieux aux maris récalcitrants. Michel Gugenheim refuse de relayer cette résolution à l’échelle locale.
Certains le taxent de misogynie : Il s'oppose, par exemple, à la célébration publique des bat-mitsvot des jeunes filles dans les synagogues du consistoire car à partir de 3 ans, elles ne doivent plus être entendues de chanter car la voix féminine correspond une « erva » (nudité). Il répond  « Cela me scandalise, car c’est tellement faux. C’est de la désinformation dans le seul but de nuire à la Torah et à ceux qui la représentent. Ceux qui me connaissent savent quelle haute opinion j’ai des femmes. Ceux qui me lisent savent l’importance que les femmes ou la femme occupent dans mes articles et ouvrages. Je mets cela sur le compte de la malveillance de certains qui ne me connaissent pas vraiment. » Il s'oppose également à la lecture de la Torah par des femmes dans un minian de femmes.
En 2008, Michel Gugenheim préface un guide de l'association Wizo où il traite le cas des refus de guett par le mari. Ce guide explique, de manière didactique, comment le Beth din procède pour conduire l'ex-époux, divorcé civilement, à accepter de donner le guett.
Concernant l'homosexualité masculine, il écrit : « La personne qui commet le péché de l'homosexualité masculine ne le fait que pour irriter Dieu »,. Il conçoit l'homosexualité comme un mauvais penchant (Yetser hara), qui n'a rien à voir avec le concept d'orientation sexuelle et contre lequel l'individu doit lutter.

## L'affaire du chantage allégué au divorce religieux
Le rabbin Moché Lewin, directeur exécutif de la Conférence des rabbins européens, propose d'« instaurer les mesures préconisées au Congrès de Berlin en novembre 2013, telles que la rédaction d'un contrat prénuptial ou des sanctions religieuses contre les maris récalcitrants. Mais le rabbin Gugenheim s’y oppose ». Ces solutions sont pourtant appliquées au Royaume-Uni, en Israël, au Canada.
Au printemps 2014 éclate en France une affaire concernant un divorce religieux. Dans la tradition juive, le divorce est soumis à l'autorisation du mari qui doit par un acte écrit, le guett, permettre le divorce. En l'absence de ce document, la femme, dite agounah, ne peut se remarier religieusement.
Le rabbin Michel Gugenheim est accusé d'avoir, avec le groupe de rabbins chargés du traitement des divorces au consistoire, servi d'intermédiaire à un mari demandant  90 000 euros (avec une promesse de reçu CERFA) à sa femme pour donner le guett. Dans un enregistrement effectué à son insu et rendu public, il demande à cette femme de revenir sur son témoignage effectué lors du divorce civil.
Ces faits causent un émoi dans la communauté juive française et la société française en général, le rabbin Gugenheim dénonce alors « une manipulation grossière visant à nuire à l'institution consistoriale ».
Cette affaire secoue les instances religieuses juives, un an après la démission forcée du grand rabbin Gilles Bernheim, à la suite d'accusations de plagiat, et un mois avant l'élection de son successeur, Michel Gugenheim, dont la candidature est attendue, décide, en conséquence, au début du mois de mai 2014, de ne pas se présenter à cette élection,.

## Distinctions
- Chevalier de la Légion d'honneur